# Adele Farrington
Adele Farrington (1867 Brooklyn – 19. prosince 1936 Los Angeles) byla americká divadelní a filmová herečka éry němého filmu.

## Životopis
Farrington se narodila v Brooklynu v New Yorku.  Pro společnost American Film Company ztvárnila hlavní roli ve filmu This Is the Life (1915). V tomto snímku prováděla i vlastní kaskadérské kousky. Před kameramy se objevovala v letech 1914 až 1926.
Farrington byla vdaná za herce Hobarta Boswortha, se kterým se později rozvedla. Jejich vztah vedl k tomu, že se Bosworth v roce 1903 rozvedl se svou předchozí manželkou. Během rozvodového řízení majitelka penzionu vypověděla, že se Bosworth a Farrington ubytovali pod záminkou, že jsou manželé. Bosworth se v tomto soudním sporu nijak nebránil.

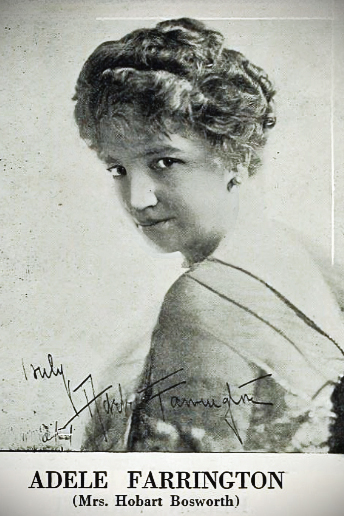
Adele Farrington 1916

Adele Farrington zemřela 19. prosince 1936 v Los Angeles ve věku 69 let. Po pohřbu, který se konal o dva dny později, bylo její tělo zpopelněno. 

## Filmografie
- False Colors (1914)
- It's No Laughing Matter (1915)
- Hypocrites (1915)
- The Devil's Bondwoman (1916)
- Her Defiance (1916)
- The Love Girl (1916)
- The Mate of the Sally Ann (1917)
- The House of Silence (1918)
- Such a Little Pirate (1918)
- Putting It Over (1919)
- A Fugitive from Matrimony (1919)
- In Old Kentucky (1919)
- Too Much Johnson (1919)
- The Mollycoddle (1920)
- The Girl in the Web (1920)
- Rio Grande (1920)
- One Hour Before Dawn (1920)
- The Palace of Darkened Windows (1920)
- Black Beauty (1921)
- The Child Thou Gavest Me (1921)
- Her Mad Bargain (1921)
- The Spenders (1921)
- The Charm School (1921)
- A Connecticut Yankee in King Arthur's Court (1921)
- Bobbed Hair (1922)
- Little Wildcat (1922)
- The Scarlet Lily (1923)
- One Stolen Night (1923)
- Bag and Baggage (1923)
- The Man Next Door (1923)
- A Gentleman of Leisure (1923)
- Shadow of the Law (1926)
- The Traffic Cop (1926)